# Jan IV van Cuijk
Jan IV van Cuijk (1320-1363) was de zoon van Jan III van Cuijk en van Catharina van Berthout Boskiel.

## Leven
Op 8 september 1357 werd hij vermeld als heer van Hoogstraten. Uit een oorkonde van januari 1358 weten we dat gewapende burgers uit Wortel de verdediging van de eigendommen van de heer op zich namen. Toen de markgraaf van 't Land van Rijen goederen in beslag kwam nemen van Jan van Cuijk omdat die achter stond met betalingen aan inwoners uit Brussel, luidden de inwoners van Wortel de stormklok en met ontplooide banieren ging men de markgraaf en zijn gevolg te lijf en ontnam men hem de in beslag genomen goederen.

Na de dood van Jan III van Cuijk gingen de bezittingen over op de drie zonen. Het feit dat niet alles naar de oudste broer ging, kan een indicatie zijn dat de financiële problemen nog niet opgelost waren. Op 28 juni 1358 gingen de broers Jan en Hendrik, en Wenemar, in minnelijke schikking. Vijf gehuchten van Wortel, namelijk Houtel, Achtel, Keirschot, Leemputten en Bolk gingen over naar Vorsel dat een zelfstandige heerlijkheid werd. De grens tussen Hoogstraten en Rijkevorsel werd definitief vastgelegd en is op kleine verschuivingen na sindsdien hetzelfde gebleven. Hendrik kreeg de nieuwe heerlijkheid Rijkevorsel en het vermoeden is sterk dat hij daar op het kasteel verbleef. Wenemar van Cuijk verkreeg Meteren en Malsen. Het bewind van Jan IV duurde niet lang omdat hij in 1363 vermoord werd in Kleef.

## Opvolging
Aangezien zijn zoon Jan V van Cuijk (1355-1382) nog minderjarig was, werd een voogd aangesteld, namelijk zijn oom Hendrik van Cuijk (1320-1371) uit Rijkevorsel. Uit oorkonden is geweten dat Hendrik in 1364 afzag van zijn aanspraken op Kuyc als zijn jonge neef Jan V van zijn rechten op Hoogstraten afzag. Door geldgebrek werd Hoogstraten in 1367 verkocht aan Gerard III van Vorselaar. Bij de dood van Gerard in 1381 werd door middel van de testamentuitvoerders Hoogstraten terug verkocht aan Jan V van Cuijk. Volgens de eerder gemaakte afspraken werd Hoogstraten onmiddellijk doorverkocht aan de zoon van Hendrik van Cuijk. Hoogstraten en Rijkevorsel kwamen zo terug onder dezelfde heer, maar bleven wel aparte lenen.